# Amy Jadesimi
 (mars 2024).
Amy Jadesimi (née en 1976) est une femme d'affaires nigériane et directrice générale de la Lagos Deep Offshore Logistics Base (LADOL), une installation privée de logistique et d'ingénierie dans le port de Lagos, au Nigeria.

## Biographie

### Enfance et éducation
Amy Jadesimi est née au Nigéria en 1976. Son père est le chef Oladipo Jadesimi, le président exécutif de LADOL. Sa mère, Alero Okotie-Eboh, est une ancienne animatrice devenue femme au foyer à plein temps. Son grand-père maternel, le chef Festus Okotie-Eboh, est un homme politique devenu ministre nigérian des Finances.
Jadesimi fait ses études à la Benenden School au Royaume-Uni, puis à l'Université d'Oxford, où elle obtient un BA en sciences physiologiques et un BMBCh en médecine en 1999. Plus tard, elle obtient un MBA de la Stanford Graduate School of Business.
Jadesimi est une demi-sœur d'Emma McQuiston, un mannequin qui est maintenant marquise de Bath.

### Carrière
Après ses études de médecine, elle est recrutée par Goldman Sachs. Jadesimi commence à travailler dans la division Investment Banking de la société, basée dans leurs bureaux à Londres, en se concentrant sur les fusions, les acquisitions et la finance d'entreprise. Elle y travaille pendant trois ans. Même si Jadesimi est mieux connue en tant que femme d'affaires, elle n'a jamais eu l'intention de quitter le domaine médical et de poursuivre une autre carrière. Elle se voit proposer un emploi par Goldman Sachs alors qu'elle travaillait pour une entreprise à Oxford. Après y avoir travaillé pendant trois ans, elle n'est jamais retournée à l'hôpital ou à son travail précédent et poursuit plutôt un MBA à Stanford.
Après avoir obtenu son diplôme de l'Université de Stanford, elle effectue un stage d'un an chez Brait SE à Johannesburg, en Afrique du Sud, où elle travaille dans la division Private Equity, en tant que responsable des transactions. En 2004, elle retourne dans son pays natal et rejoint LADOL, l'entreprise de logistique que son père a créée en 2001. Au fil du temps, elle gravit les échelons et en 2009, elle est nommée par le conseil d'administration au poste de chef de la direction de l'entreprise. Grâce à LADOL, Jadesimi rejoint l'organisation Venture Strategies for Health and Development (VSHD) où elle travaille avec d'autres médecins et accoucheuses nigérians pour réduire le taux élevé de mortalité maternelle au Nigeria. En abordant les nombreux cas, Jadesimi et d'autres praticiens remarquent que les médicaments utilisés pour aider à réduire la mortalité maternelle sont chers; par conséquent, peu de femmes enceintes peuvent se le permettre. Le VSHD met au point un médicament bien adapté à la mortalité maternelle et meilleur pour le marché. Sous la supervision de Jadesimi, l'organisation s'associe à une société pharmaceutique leader au Nigeria, Emzor Pharmaceuticals, pour distribuer les médicaments à travers le Nigeria. Au-delà de LADOL, elle est membre du conseil consultatif mondial de Prince's Trust International, commissaire fondatrice de la Business and Sustainable Development and Commission et collaboratrice de Forbes.
Présenté en tant que panéliste invité au sommet africain de la London Business School, s'exprimant sur l'intégration et la croissance sur le continent, parallèlement aux événements, Jadesimi a participé en paraphant une œuvre de collaboration artistique intitulée Remember To Rise.

## Distinctions
En 2012, Jadesimi est nommée archevêque Desmond Tutu Fellow. En 2013, elle est nommée Young Global Leader par le Forum économique mondial. Cette année-là également, le Women's Forum for the Economy and Society lui décerne le titre de Rising Talent. Forbes l'a incluse dans l'article 2014 des 20 plus jeunes femmes influentes d'Afrique. Le Financial Times la nomme l'une des 25 meilleures Africaines à surveiller.